# Begunjščica
Il Monte Begunjščica (in sloveno: Begunjščica) con 2.050 m s.l.m. è una cima delle Caravanche Occidentali, situata nel comune di Radovljica nell'Alta Carniola in Slovenia.